# Telekomunikacja
Telekomunikacja – dziedzina techniki i nauki, zajmująca się transmisją informacji na odległość przy użyciu środków łączności. Legalna definicja zawarta w polskim prawie telekomunikacyjnym określa telekomunikację jako:
„nadawanie, odbiór lub transmisję informacji, niezależnie od ich rodzaju, za pomocą przewodów, fal radiowych bądź optycznych lub innych środków wykorzystujących energię elektromagnetyczną”.
Termin „telekomunikacja” został po raz pierwszy użyty w 1904 r. przez Édouarda Estaunié w książce „Traité pratique de télécommunication électrique” („Rozprawa praktyczna o telekomunikacji elektrycznej”).

## Historia

### Początki telekomunikacji

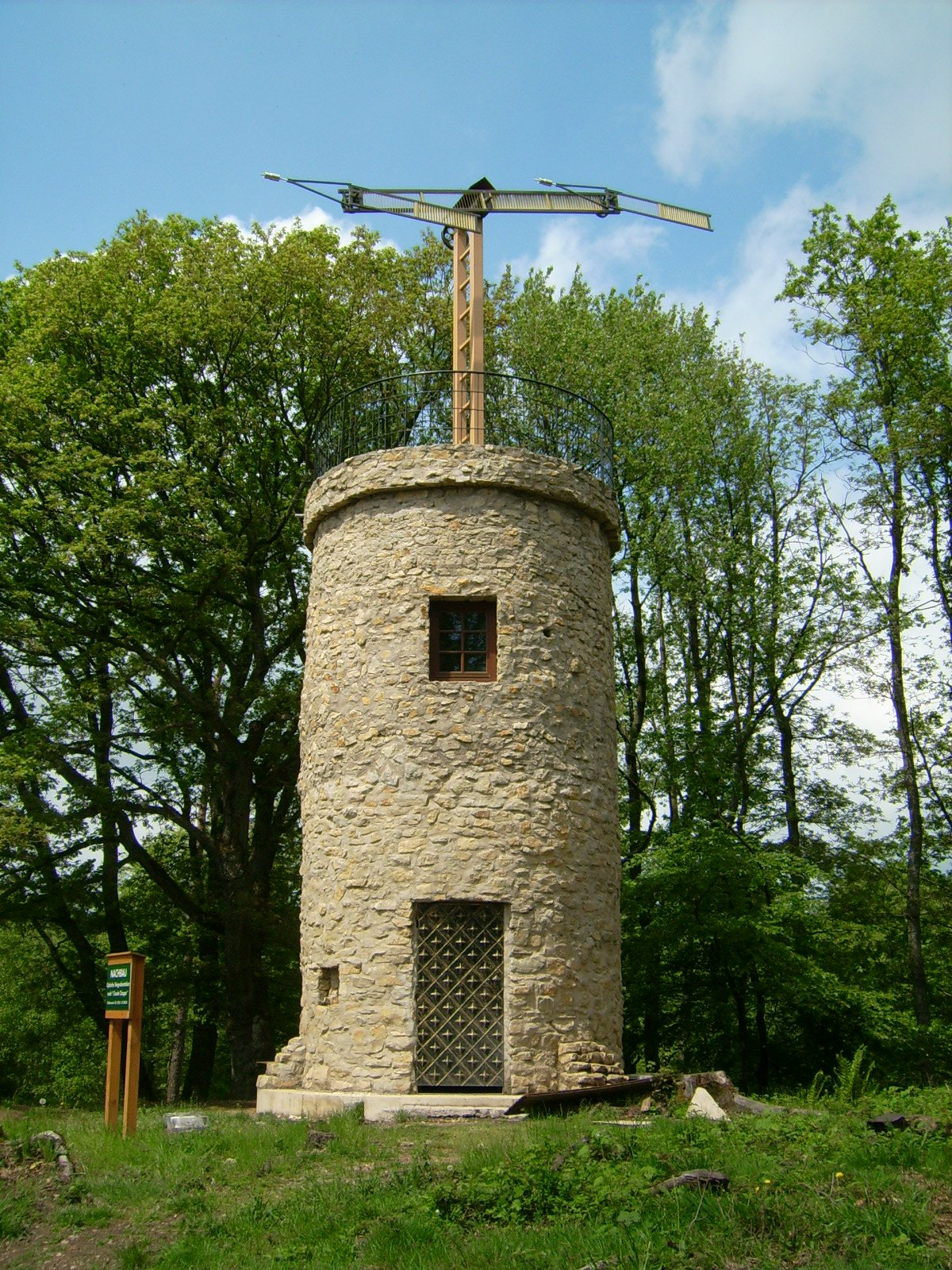
Telegraf optyczny systemu Claude’a Chappe’a koło Nalbach w Niemczech

Już w czasach średniowiecza ogniska sygnałowe usytuowane na wzgórzach pełniły ważną rolę w komunikacji pomiędzy osadami. Taki system był jednak dość prymitywny i mógł przenieść tylko jeden bit informacji, więc aby zrozumieć wiadomość, że „zauważono wroga”, jej znaczenie musiało być wcześniej ustalone. W 1792 r. francuski inżynier Claude Chappe zbudował pierwszy telegraf optyczny, prowadzący z miasta Lille do Paryża. System potrzebował jednak wykwalifikowanych specjalistów, mogących go obsługiwać oraz kosztownych wież stojących w odstępach od dziesięciu do trzydziestu kilometrów. Pod presją współzawodnictwa z elektrycznym telegrafem ostatnia komercyjna linia została zamknięta w 1880 r.

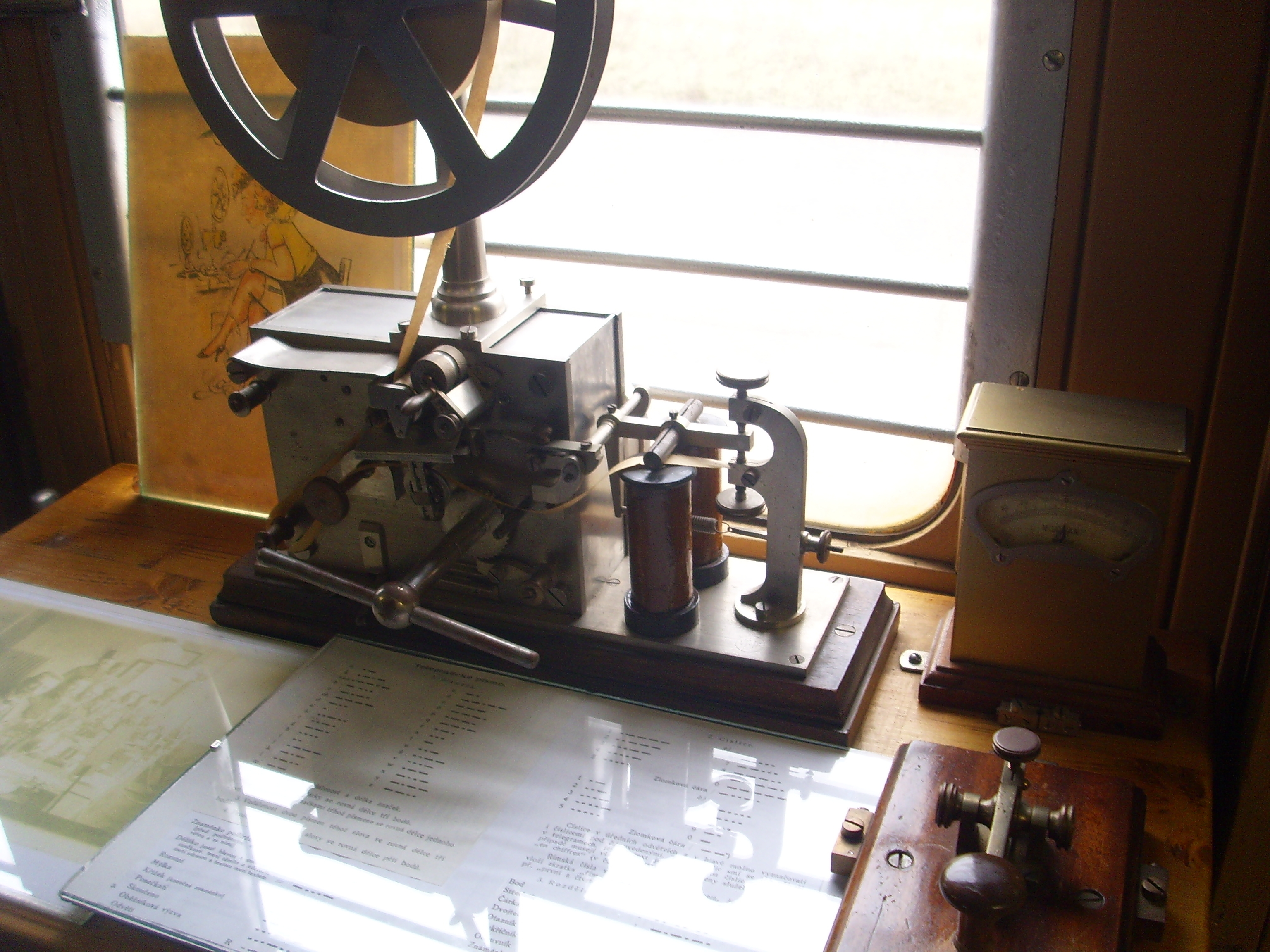
Telegraf

### Telegraf i telefon
Angielscy naukowcy Charles Wheatstone i William Fothergill Cooke stworzyli pierwszy komercyjny elektryczny telegraf, który został oddany do użytku 9 kwietnia 1839. Obydwaj uważali swoje dzieło za ulepszenie już istniejącego elektromagnetycznego telegrafu. Samuel Morse opracował swoją niezależną wersję elektrycznego telegrafu, którą przedstawił 2 września 1837 r. Jego kod był ważnym rozszerzeniem metody Wheatstone’a. Pierwszy transatlantycki kabel telegraficzny pojawił się 27 lipca 1866, przyczyniając się do pierwszej transatlantyckiej komunikacji. W 1884 r. Antonio Meucci włoski wynalazca skonstruował pierwsze urządzenie elektryczne zdolne do transmisji głosu za pośrednictwem linii, jednakże jego wynalazek był trochę niepraktyczny, ponieważ wymagał od użytkowników, by mieli w ustach odbiornik, dzięki czemu mogli słyszeć co mówi dzwoniący. Alexander Graham Bell stworzył niezależnie tradycyjny telefon w 1876 roku. Pierwsze usługi telefoniczne powstały w latach 1878 i 1879 po obu stronach Atlantyku, w Londynie i New Haven.

### Radioi telewizja
W 1832 r. James Lindsay zaprezentował swoim studentom bezprzewodowy telegraf. W 1854 był zdolny pokazać transmisję przez zatokę Morza Północnego z Dundee do Woodhaven na dystansie trzech kilometrów, używając wody jako medium transmisyjnego. W grudniu 1901 r. Guglielmo Marconi nawiązał bezprzewodową komunikację Pomiędzy St. John’s (Kanada) i Poldhu (Anglia), za co otrzymał w 1909 r. Nagrodę Nobla w dziedzinie fizyki (wspólnie z Karlem Braunem). Jednakże w niewielkiej skali komunikacja radiowa została zaprezentowana już w 1893 przez Nikolę Teslę na prezentacji dla „National Electric Light Association”. Dnia 25 marca 1925 roku John Logie Baird zademonstrował transmisję ruchomych obrazów w londyńskim domu towarowym Selfridges. Urządzenie Bairda zależało w dużej mierze od tarczy Paula Nipkowa i dlatego zostało nazwane mechaniczną telewizją. To stanowiło podstawę dla eksperymentów z nadawaniem pod przewodnictwem British Broadcasting Corporation (BBC) rozpoczętych 30 września 1929 roku. Jednakże większość dwudziestowiecznej telewizji jest zależna od kineskopu z działem elektronowym, wynalezionym przez Karla Brauna. Pierwsza wersja takiej telewizji była produkowana przez Phila Farnswortha i przedstawiona jego rodzinie 7 września 1927 roku.

### Sieć komputerowa i Internet
11 września 1940 roku George Stibitz był w stanie przekazywać problem za pomocą dalekopisu do maszyny znajdującej się w Nowym Jorku, a wyniki otrzymać z powrotem w college’u Dartmouth w New Hampshire. Układ centralnego komputera lub maszyny typu mainframe z odległym terminalem był popularny przez całe lata pięćdziesiąte. Sytuacja zmieniła się dopiero w latach sześćdziesiątych, kiedy rozpoczęto badania nad komutacją pakietów – technologią pozwalającą, aby kawałki danych były rozsyłane do różnych komputerów bez potrzeby przechodzenia przez centralny komputer typu mainframe. Czterowęzłowa sieć pojawiła się 5 grudnia 1969, dając początek Arpanet, który do roku 1981 będzie składał się z 213 węzłów. Rozwój Arpanet przyczynił się do powstania RFC, a 7 kwietnia 1969 zostało opublikowane RFC 1 ↓. Proces ten jest ważny, ponieważ ARPANET w końcu mógł połączyć się z innymi sieciami i stworzyć Internet, a wiele dzisiejszych protokołów internetowych opiera się na założeniach określonych w RFC. We wrześniu 1981 RFC 791 ↓ wprowadził Internet Protocol v4 (IPv4) a RFC 793 ↓ Protokół sterowania transmisją (TCP) – tworząc protokół TCP/IP, z którego korzysta dzisiejszy Internet. Jednak nie wszystkie ważne zmiany zostały dokonane w ramach procesu RFC. Dwa popularne protokoły dla sieci lokalnych (LAN) także pojawiły się w latach siedemdziesiątych. Patent na protokół „token ring” został złożony przez Olofa Soderblom w dniu 29 października 1974, a dokument w sprawie protokołu Ethernet został opublikowany przez Roberta Metcalfe’a i Davida Boggsa w lipcu 1976 r. w popularnym magazynie technicznym „Communications of the ACM”.

## Niektóre pojęcia stosowane w telekomunikacji
Podstawowy system telekomunikacyjny zawiera trzy elementy:
- nadajnik, który przetwarza informacje na sygnał,
- medium transmisyjne, które przenosi sygnał,
- odbiornik, który odbiera sygnał i przetwarza go z powrotem na informacje.

Przykład: Jeżeli nadaje się za pomocą radia, urządzenie przetwarzające informacje i wytwarzające sygnały elektromagnetyczne jest nadajnikiem, wolna przestrzeń jest medium transmisyjnym, a urządzenie odbierające sygnały i przetwarzające na informacje – odbiornikiem. Często systemy telekomunikacyjne działają dwustronnie, zarówno jako nadajnik i odbiornik, jak i nadajnikoodbiornik (jednocześnie nadaje i odbiera sygnał). Na przykład telefon komórkowy działa jak nadajnikoodbiornik. Komunikacja telefoniczna jest nazywana łącznością punkt-punkt, ponieważ jest prowadzona między dwoma urządzeniami nadawczo-odbiorczymi. „Telekomunikacja za pomocą fal radiowych może być komunikacją rozsiewczą, gdy łączność zachodzi między jednym nadajnikiem i wieloma odbiornikami (np. radiofonia)” (Artykuł Gazety Wyborczej wyd. 43, rok 1942, autorstwa Dawida Ślliwki).

### Analogowe lub cyfrowe
Sygnały mogą być zarówno analogowe, jak i cyfrowe. W sygnale analogowym jest on zróżnicowany w sposób ciągły w odniesieniu do tych informacji. W sygnale cyfrowym, informacje te są zakodowane w postaci zbioru dyskretnych wartości (na przykład zer i jedynek). Podczas przekazywania informacji zawartych w sygnale analogowym zostanie on zdegradowany przez szum. Z drugiej strony, nawet jeżeli hałas przekroczy pewien próg, to informacje zawarte w sygnale cyfrowym pozostaną niezmienione. Większa odporność na zakłócenia stanowi jedną z głównych zalet sygnału cyfrowego nad sygnałem analogowym.

### Sieć
Sieci składają się z nadajników, odbiorników i zestawów nadawczo-odbiorczych, które komunikują się ze sobą. Sieci danych składają się z jednego lub więcej routerów i przełączników, które działają wspólnie, aby przekazywać informacje do właściwego użytkownika. Sieci telefoniczne składają się z jednego lub więcej węzłów komutacyjnych (central), które tworzą połączenia między dwoma lub większą liczbą użytkowników. Dla obu rodzajów sieci, wzmacniaki mogą być konieczne do rozwinięcia lub odtworzenie sygnału, gdy jest on przesyłany na długich dystansach.

### Kanały
Medium transmisyjne może być wykorzystywane do przesyłania wielu strumieni informacji. Na przykład radio może nadawać na 96,1 MHz, podczas gdy inne nadaje na 94,5 MHz. W tym przypadku medium zostało podzielone przez kanały o różnej częstotliwości i każdy kanał otrzymał oddzielną częstotliwość do transmisji. Jest to znane jako multipleksowanie z podziałem częstotliwości. Alternatywnie, można przydzielić każdemu kanałowi powtarzający się segment czasu do transmisji. Jest to znane jako multipleksowanie z podziałem czasu.

### Modulacja
Modulacja – samorzutna lub celowa zmiana parametrów sygnału. Może być wykorzystana do reprezentowania cyfrowej wiadomości jako przebiegów analogowych. Znane jako kluczowanie, posiada kilka technik (kluczowanie fazy, częstotliwości, amplitudy). Bluetooth na przykład, wykorzystuje kluczowanie fazy do wymiany informacji pomiędzy urządzeniami. Modulacja może być również wykorzystywana do przekazywania informacji w sygnale analogowym o wyższych częstotliwościach. Jest to przydatne, ponieważ niskiej częstotliwości sygnały analogowe nie mogą być skutecznie przekazane w wolną przestrzeń. Dlatego informacje z niskiej częstotliwości, jak sygnał analogowy, muszą być nałożone na sygnał o wyższej częstotliwości (znany jako fala nośna) przed transmisją. Istnieje kilka różnych systemów modulacji dostępnych dla osiągnięcia tego celu (dwa z najbardziej podstawowych to modulacja amplitudy i modulacja częstotliwości).